# Шклов
Шклов (на беларуски: Шклоў; на руски: Шклов) е град в Беларус, Могильовска област, Шкловски район, административен център на района. Населението на града е 16 300 души (по приблизителна оценка от 1 януари 2018 г.).

## География
Градът е разположен по брега на река Днепър, 35 км северно от град Могильов.

## Интересни факти
- В града президентът Александър Лукашенко живее дълги години в началото на политическата си кариера заедно със съпругата си в днешния му квартал Рижковичи.
- През 2007 г. е открит паметник на краставицата. Местните жители считат града за „столица на краставицата“ в Беларус.
- През 2007 г. е издигнат паметник на руския генерал Семьон Зорич.